# 윈도우 XP 프로페셔널 x64 에디션
윈도우 XP 프로페셔널 x64 에디션(Windows XP Professional x64 Edition)은 2005년 4월 25일에 출시된 운영 체제로, x86-64 개인용 컴퓨터를 위한 윈도우 XP 에디션이다. x86-64 아키텍처가 제공하는 확장된 64비트 메모리 주소 공간을 이용할 수 있게 설계되어 있다.
윈도우 XP x64 프로페셔널 x64 에디션은 사실상 윈도우 서버 2003의 에디션이다. 윈도우 서버 2003 x64와 윈도우 XP 프로페셔널 x64 에디션은 비슷한 커널을 이용하며 동일한 코드 기반 위에 작성되어 있다.
윈도우 XP 프로페셔널 x64 에디션은 윈도우 XP 64비트 에디션과 혼동해서는 안 된다. 후자의 경우 인텔 아이테니엄 프로세서용으로 설계된 것이다.
초기 개발 기간에 윈도우 XP 프로페셔널 x64 에디션은 "윈도우 XP 64비트 에디션 포 64비트 익스탠디드 시스템"(Windows XP 64-Bit Edition for 64-Bit Extended Systems)으로 불리기도 했다.
이 에디션은 한국어 버전이 따로 없지만 별도의 언어 패치를 이용하여 설치하면 한국어판에 가깝게 사용할 수 있다.